# Martin Frýdek (ur. 1969)
Martin Frýdek (ur. 9 marca 1969 w Hradcu Kralové) – czeski piłkarz który grał na pozycji lewego lub środkowego pomocnika.

## Kariera klubowa
Karierę piłkarską Frýdek rozpoczął w amatorskim klubie Agro Kolín. W 1988 roku został piłkarzem VTJ Karlovy Vary i tam grał do 1990 roku. Wtedy też przeszedł do jednego z czołowych klubów w kraju, Sparty Praga. Tam stał się podstawowym zawodnikiem i już w 1991 roku wywalczył mistrzostwo Czechosłowacji. W 1992 roku został wicemistrzem kraju oraz zdobył swój pierwszy Puchar Czechosłowacji. Po utworzeniu ligi czeskiej Martin trzykrotnie zostawał jej mistrzem w latach 1994, 1995, oraz 1997, a w 1993 i w 1996 zdobywał Puchar Czech. Do końca sezonu 1996/1997 rozegrał dla Sparty 177 meczów i zdobył 27 goli.
Latem 1997 roku Frýdek przeszedł do niemieckiego Bayeru 04 Leverkusen. W Bundeslidze zadebiutował 8 sierpnia w przegranym 0:1 wyjazdowym spotkaniu z VfB Stuttgart. Nie przebił się jednak do podstawowego składu „Aptekarzy” i rozegrał tylko dziesięć spotkań w lidze, w tym tylko dwa w pierwszym składzie. Po zajęciu 3. miejsca w Bundeslidze z Bayerem odszedł do MSV Duisburg. Pobyt w Duisburgu był równie nieudany co w Leverkusen i Czech rozegrał zaledwie pięć ligowych meczów, a po sezonie wrócił do Czech.
W 1999 roku Frýdek został zawodnikiem FK Teplice. Tam grał przez dwa sezony i w 2001 roku odszedł do SC Xaverov, grającego w drugiej lidze. W 2004 roku został zawodnikiem FK Semice, a w 2005 roku jako piłkarz Dukli Praga zakończył piłkarską karierę.

## Kariera reprezentacyjna
W reprezentacji Czechosłowacji Frýdek zadebiutował 27 marca 1991 roku w wygranym 4:0 towarzyskim spotkaniu z Polską. W kadrze Czechosłowacji rozegrał 8 spotkań, a od 1994 roku zaczął występować w reprezentacji Czech. W 1996 roku został powołany przez selekcjonera Dušana Uhrina do kadry na Euro 96. Tam wystąpił jedynie w przegranym 0:2 grupowym meczu z Niemcami. Na tym turnieju został wicemistrzem Europy. Swój ostatni mecz w kadrze narodowej rozegrał w 1997 roku. Łącznie rozegrał w niej 29 meczów i strzelił 4 gole.